# Acédapsone
L’acédapsone est un médicament antiparasitaire et antibactérien, efficace contre la malaria et contre la lèpre.
L'acédapsone, ou 1399 F, dérivé diacétylé de la dapsone ou sulfone-mère, fut synthétisée et mise au point en 1937 par Ernest Fourneau et ses collaborateurs dans le laboratoire de chimie thérapeutique de l'Institut Pasteur, et commercialisée par la société Rhône-Poulenc sous le nom de Rodilone.
Lentement métabolisé par l’organisme, ce promédicament libère et entretient pendant trois mois dans le sang un faible taux de dapsone.
On a cessé progressivement d’avoir recours aux propriétés antipaludiques de l'acédapsone. Cependant, commercialisée par la Warner-Lambert Company sous la marque Hansolar, elle est toujours utilisée par voie intramusculaire dans le traitement préventif et curatif de la lèpre et, en association avec la dapsone, la rifampicine et la clofazimine, dans la polychimiothérapie de cette maladie,.